# رفراف الشمال
رفراف الشمال أو صياد السمك الشمالي (الاسم العلمي Megaceryle alcyon)، طائر من الرفراف، طوله يراوح من 29 إلى 30 سم. ثوبه رمادي اللون أزرق المواج. صدره موشح بالأزرق. بطنه أبيض عاجي. جناحاه مرقوشان بالأبيض. ذنبه ضيق الرقشة العاجية. قوته الأسماك والقشريات والضفادع والوزغ والجنادب والجراد.